# أوقست كوسكينين
أوقست كوسكينين (بالفنلندية: August Koskinen)‏ هو سياسي فنلندي، ولد في 17 نوفمبر 1878، وتوفي في 24 أكتوبر 1949. انتخب عضو برلمان فنلندا ‏.